# 1. huzarski polk (Avstro-Ogrska)
Za druge 1. polke glejte 1. polk.
1. huzarski polk (nemško Husaren Regiment Kaiser Nr. 1) je bil konjeniški polk avstro-ogrske skupne vojske.

## Zgodovina
Polk je bil ustanovljen leta 1756. 

### Prva svetovna vojna
Polkovna narodnostna sestava leta 1914 je bila sledeča: 85% Madžarov in 15% drugih.
Polkovne enote so bile garnizirane na Dunaju.

## Poveljniki polka
- 1859: Plato von Bakalovich[5]
- 1865: Alexander von Tóth[6]
- 1879: August Dreihann von Sulzberg am Steinhof[7]
- 1908: Artur Peteani von Steinberg[8]
- 1914: Viktor von Mouillard[9]